# Боголюбов, Михаил Николаевич
Михаи́л Никола́евич Боголю́бов (24 января 1918, Киев — 25 ноября 2010, Санкт-Петербург, похоронен на Новодевичьем кладбище Санкт-Петербурга) — советский и российский лингвист-иранист, академик АН СССР (1990), доктор филологических наук, профессор.

## Биография
Родился 24 января 1918 года в Киеве. Отец Николай Михайлович Боголюбов (1872—1934) — воспитанник Нижегородской семинарии и Московской духовной академии, священник, профессор богословия Университета Св. Владимира в Киеве, доктор богословия. Мать Ольга Николаевна (1881—1965) — учительница музыки. В семье три сына. Старшие братья: Николай Николаевич Боголюбов — математик, механик, физик, академик АН СССР, РАН, дважды Герой Социалистического Труда; Алексей Николаевич Боголюбов — математик, историк науки, член-корреспондент Национальной академии наук Украины.
В средней школе учился в Нижнем Новгороде (1925—1935). В июне 1941 года с отличием окончил Восточный факультет Ленинградского государственного университета (ЛГУ) по кафедре иранской филологии и был направлен на педагогическую работу в системе наркомата обороны. Воинское звание — капитан административной службы.
В 1944—1946 годах был преподавателем кафедры иранской филологии филологического факультета Московского государственного университета. По предложению члена-корреспондента АН СССР профессора А. А. Фреймана 1 сентября 1946 года был принят в ЛГУ на должность старшего преподавателя кафедры иранской филологии Восточного факультета. В 1948 году защитил кандидатскую диссертацию «Связка 3-го лица единственного числа в согдийском языке, её историческое развитие и типологические параллели», в 1956 году — докторскую диссертацию «Ягнобский (новосогдийский) язык : исследование и материалы» (в трёх томах).
В течение десяти лет (1981—1991) заведовал кафедрой иранской филологии, тридцать пять лет (1960—1995) бессменно занимал пост декана Восточного факультета Санкт-Петербургского государственного университета. Являлся заместителем академика-секретаря Отделения литературы и языка РАН, руководил восточной комиссией Русского географического общества, являлся председателем диссертационного совета Восточного факультета.
1 июля 1966 года был избран членом-корреспондентом АН СССР в отделение литературы и языка.
15 декабря 1990 года был избран действительным членом Академии наук СССР в отделение литературы и языка по специальности «Языкознание». Являлся иностранным членом Академии наук Грузии.
В 2007 году стал лауреатом премии «Выдающийся учёный Российской Академии наук», учрежденной Фондом содействия отечественной науке.
Был женат, в браке родились двое сыновей. Старший сын — математик и физик-теоретик доктор физико-математических наук Н. М. Боголюбов. Младший — кандидат исторических наук, хранитель коллекции японского искусства Государственного Эрмитажа А. М. Боголюбов.

## Научная деятельность
Специалист в области современных и древних иранских языков, сфера научных интересов — сравнительно-историческое и типологическое изучение иранских языков, историческая грамматика и этимология. Автор более 200 научных работ в области иранистики, среди которых: «Личные местоимения в хорезмийском языке» (1962), «Согдийские документы с горы Муг. Языковые данные» (1963), «Ягнобский язык» (1966). Один из руководителей фундаментального труда «Основы иранского языкознания» (в 5 томах).
Крупным вкладом в востоковедческую науку стали исследования учёного по дешифровке и изданию среднеиранских письменных памятников на согдийском и хорезмском языках, а также уникальных арамейских надписей.
Автор научных работ, охватывающих несколько отраслей иранистики, а также отчасти индологии и семитологии. Ему принадлежит ряд важных открытий и наблюдений в области изучения древних ираноязычных письменных памятников, различных систем иранского письма, исторической грамматики и этимологии иранских языков, древнеиранской мифологии и религии, языковых и этнокультурных связей иранских, семитских и индоарийских народов. Многие работы имеют значение не только для иранистики, но и для индоевропейского языкознания в целом, а также для широкого круга дисциплин, изучающих историю, этнографию, материальную и духовную культуру народов Передней, Центральной и Южной Азии.

## Награды и звания

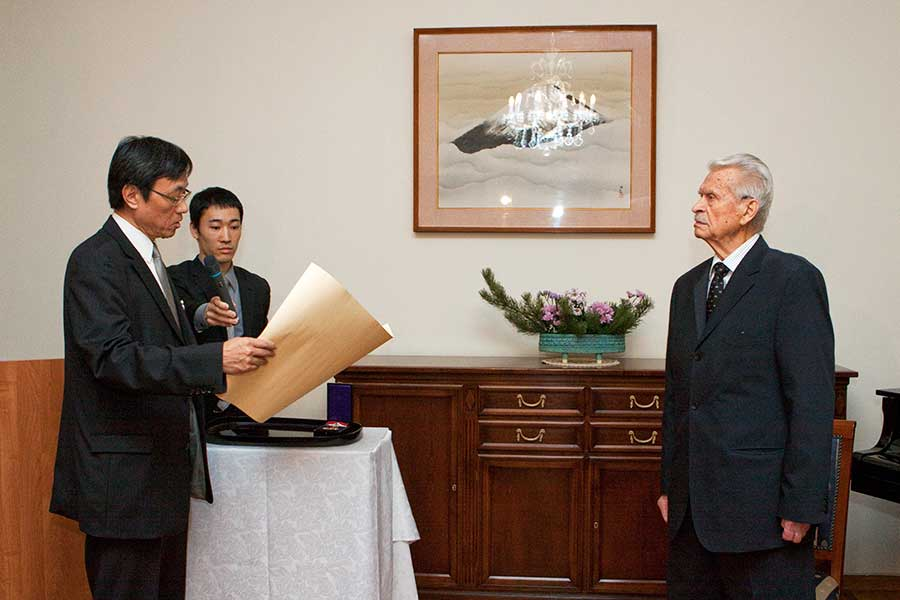
Награждение М. Н. Боголюбова Орденом Восходящего солнца.

- Орден Трудового Красного Знамени (1975)
- Орден Дружбы народов (1981)
- Орден Почёта (1998)
- Орден Восходящего солнца (2009)[2] (Япония)
- Лауреат премии имени С. Ф. Ольденбурга РАН (2000).

## Основные работы
Книги
- Согдийские документы с горы Муг. Вып. 3. Хозяйственные документы / Чтение, пер. и коммент. М. Н. Боголюбова и О. И. Смирновой. — М., 1963;
- Документы с горы Муг. Фотоальбом. Корпус иранских надписей. Ч. 2. Т. 2. — М., 1963. 64 табл. (в соавт.);
- Ягнобский язык. М., 1966;
- Древнеиранское словообразование. — М., 1978.

Статьи
- К этимологии ваханского вспомогательного глагола тэй-: ту-«быть» // Известия АН СССР. Отделение литературы и языка. — 1947. Т. 6. — Вып. 4.
- Именное предложение и связка // Известия АН СССР. Отделение литературы и языка. — 1948. Т. 7. — Вып. 4.
- Частицы в хорезмийском языке // Учен. зап. ЛГУ. Сер. востоковедческих наук. — 1961. № 305. Вып. 12.
- Личные местоимения в хорезмийском языке // Учен. зап. ЛГУ. Сер. востоковедческих наук. 1962. № 306. Вып. 16.
- Предложения с архаичным причастием в говорах таджикского языка // Учен. зап. ЛГУ. Сер. востоковедческих наук. 1962. № 306. Вып. 16.
- Местоимения в хорезмийском языке // Краткие сообщения Ин-та народов Азии АН СССР. 1963. № 67.
- О некоторых особенностях арабо-хорезмийской письменности // Народы Азии и Африки. № 4. М., 1964.
- Ягнобский язык // Языки народов СССР. Т. 1: Индоевропейские языки. — М., 1966.
- Арамейская строительная надпись из Асуана // Палестинский сборник. Вып. 15(78). М.; Л., 1966.
- Арамейский документ из Авромана // Вестн. Ленингр. ун-та. 1967. № 2.
- Арамейские надписи на ритуальных предметах из Персеполя // Известия АН СССР. Сер. литературы и языка. 1973. Т. 32. Вып. 2.
- Арамейская версия лидийско-арамейской би-лингвы // Вопросы языкознания. 1974. № 6.
- Titre honoriﬁque d’un chef militaire achéménide en Haute-Egypte // Acta Iranica. Vol. 2. Leiden, 1974.
- К древнеиранскому словообразованию // Известия АН СССР. Сер. литературы и языка. 1978. Т. 37. Вып. 1.
- Праздник «сокрушения Вритры» в Древнем Хорезме // Известия АН СССР. Сер. литературы и языка. 1985. Т. 44. Вып. 3.
- Хорезмийские календарные глоссы в «Хронологии» Бируни. I, II // Вопросы языкознания. 1985. № 1, 6.
- Вспомогательный носовой сонорный в звуковом составе Авесты // Петербургское востоковедение. Вып. 9. СПб., 1997.
- Etymology of Two Words // Name-ye Farhangestan. Vol. 5. N 3 (Ser. 15). Tehran, 2000 (in Persian).
- Ригведа I, 105. Трита в колодце // Вопросы языкознания. — 2002. — № 2.
- Авестийское XafvnA в проповеди Заратуштры (Y. 30) и хорезмийское XWNB («отдалять») // Вопросы языкознания. — 2003. — № 4.
- К сакскому спряжению // «Hr̥dā́ mánasā»: Сб. статей к 70-летию проф. Л. Г. Герценберга. — СПб., 2005.
- К прочтению зороастрийской молитвы Ашэм-Воху // Вопросы языкознания. — 2006. — № 4.
- Ясна 32: grVhmA, grVhmO. К исторической фонетике Авесты // Сб. статей к 75-летию проф. А. Л. Грюнберга (1930—1995). — СПб., 2006.
- Jamshid in the Shahnama and Yima in Zaratushtra’s Yasna 32 // Pembroke papers. Vol. 5. Cambridge, 2006.
- Заратуштра о Быке и Душе (Ясна 29) // Арийская цивилизация в контексте евроазиатских культур. Душанбе, 2006.
- Из исторической грамматики иранских языков // Вопросы языкознания. — 2007. — № 4.
- Афган. mina и перс. mihr «любовь» // Вопросы языкознания. — 2008. — № 5.